# THE MANIPULATED LIFE
『THE MANIPULATED LIFE』（ザ・マニピュレイテッド・ライフ）は、2004年10月23日、10月24日、11月7日、11月8日、11月10日、11月11日の6日間に行われた、日本のロックバンドDIR EN GREY（当時の表記はDir en grey）のライブイベント。
ならびに2005年1月20日に発売された、同ライブの模様を収録したドキュメンタリー本。

## 概説
2005年3月9日に発売されたDIR EN GREY（当時Dir en grey表記）のメジャー5作目のアルバム『Withering to death.』の製作期間中に、あえてこのライブ日程が組まれた。
結果的に、この一連のライブでは、レコーディングが済んでいないにもかかわらず、同アルバムに収録された曲が何曲か先行披露された。そのため、アルバム収録時に比べ、歌詞やメロディが異なっていたり、曲のタイトルすら定まっていないというセットリストが組まれたりもした。
それらの理由から、このライブ模様は映像作品などでリリースされてはいないものの、ドキュメント本として同様のタイトルでソニー・マガジンズから発売された。

## 日程
- 2004年10月23日 - 日比谷野外大音楽堂
- 2004年10月24日 - 日比谷野外大音楽堂
- 2004年11月7日 - 大阪BAYSIDE Jenny（女性限定）
- 2004年11月8日 - 名古屋E.L.L.（男性限定）
- 2004年11月10日 - SHIBUYA-AX（カップル限定）
- 2004年11月11日 - SHIBUYA-AX（ファンクラブ限定）